# Družina politopov
Družina politopa ima v vsaki razsežnosti več članov. Spodaj so v preglednici našteti po različnih razsežnostih različne družine politopov skupaj s projekcijskim grafom Petriejevega mnogokotnika (ni prikazan Coxeter-Dinkinov diagram).

## Vse politope se lahko razdeli na naslednje družine:
| Coxeterjeva grupa | An         | BCn          | BCn          | Dn          | \| E6 \| E7 \| E8 \| F4 \| G2 \| | \| E6 \| E7 \| E8 \| F4 \| G2 \| | \| E6 \| E7 \| E8 \| F4 \| G2 \| | Hn         | Hn         |
| ----------------- | ---------- | ------------ | ------------ | ----------- | -------------------------------- | -------------------------------- | -------------------------------- | ---------- | ---------- |
| 2                 | trikotnik  | kvadrat      | kvadrat      |             | šestkotnik                       | šestkotnik                       | šestkotnik                       | petkotnik  | petkotnik  |
| 3                 | tetraeder  | kocka        | oktaeder     | tetraeder   |                                  |                                  |                                  | dodekaeder | ikozaeder  |
| 4                 | 5-celica   | teserakt     | 16-celica    | polteserakt | 24-celica                        | 24-celica                        | 24-celica                        | 120-celica | 600-celica |
| 5                 | 5-simpleks | 5-kocka      | 5-ortopleks  | 5-polkocka  |                                  |                                  |                                  |            |            |
| 6                 | 6-simpleks | 6-kocka      | 6-ortopleks  | 6-polkocka  | 122                              | 221                              | 221                              |            |            |
| 7                 | 7-simpleks | 7-kocka      | 7-orthopleks | 7-polkocka  | 132                              | 231                              | 321                              |            |            |
| 8                 | 8-simpleks | 8-kocka      | 8-ortopleks  | 8-polkocka  | 142                              | 241                              | 421                              |            |            |
| 9                 | 9-simpleks | 9-kocka      | 9-ortopleks  | 9-polkocka  |                                  |                                  |                                  |            |            |
| družina n         | n-simpleks | n-hiperkocka | n-ortopleks  | n-polkocka  | 1k2                              | 2k1                              | k21                              |            |            |
| E6                | E7         | E8           | F4           | G2          |                                  |                                  |                                  |            |            |

Opomba:Oznake: An, Bn, Cn, Dn, Hn, E6, E7, E8, F4 in G2 
so Coxeterjeva števila za posamezne Coxeterjeve grupe